# Volejbol'nyj klub Jaroslavič
Il Volejbol'nyj klub Jaroslavič (in russo волейбольный клуб Ярославич?) è un club di pallavolo maschile russo, con sede a Jaroslavl': milita nel campionato russo di Vysšaja liga A.

## Storia
Il Volejbol'nyj klub Jaroslavič viene fondato nel 1988 come Volejbol'nyj klub Neftjanik, militando nelle categorie minori del campionato russo. Nel 1998-99 ottiene la promozione in Superliga e vi debutta nella stagione 1999-00, classificandosi al quarto porto e qualificandosi subito ad una competizione europea. La stagione successiva partecipa alla Coppa CEV, dove viene eliminato ai quarti dalla Pallavolo Modena; in campionato è nuovamente quarto classificato. I risultati però calano nel corso degli anni, così il club si ritrova ogni anno a lottare per la salvezza, fino alla retrocessione avvenuta al termine della Superliga 2005-06.
Dopo una sola stagione nel campionato cadetto di Lega Maggiore A, il club cambia denominazione in Volejbol'nyj klub Jaroslavič e ritorna nella massima serie dal 2007-08, ma senza ottenere risultati rilevanti, fatta eccezione per una semifinale di Coppa di Russia nell'edizione 2007; al termine del campionato 2013-14 retrocede nuovamente in seconda serie.

## Rosa 2015-2016
| N° | Nome               | Ruolo | Data di nascita | Nazionalità sportiva |
| -- | ------------------ | ----- | --------------- | -------------------- |
| 2  | Nikita Mišagin     | L     | 20 giugno 1996  | Russia               |
| 3  | Igor' Tisevič      | P     | 16 aprile 1991  | Russia               |
| 4  | Sergej Eršov       | C     | 19 agosto 1993  | Russia               |
| 5  | Ivan Piskarëv      | S     | 1997            | Russia               |
| 6  | Igor' Olejnikov    | C     | 16 aprile 1985  | Russia               |
| 7  | Aleksandr Sokolov  | L     | 1º marzo 1982   | Russia               |
| 8  | Pavel Golovanov    | S     | 1997            | Russia               |
| 9  | Pavel Ždanijn      | O     | 1987            | Russia               |
| 11 | Aleksandr Vasil'ev | S     | 1990            | Russia               |
| 12 | Maksim Šemjatihin  | O     | 1987            | Russia               |
| 13 | Mihail Morov       | C     | 19 aprile 1996  | Russia               |
| 14 | Sergej Erëmenko    | C     | 1994            | Russia               |
| 15 | Ivan Valeev        | S     | 1991            | Russia               |
| 17 | Konstantin Osipov  | P     | 1992            | Russia               |
| 19 | Igor Logunov       | S     | 1991            | Russia               |

## Denominazioni precedenti
- 1988-2007 Volejbol'nyj klub Neftjanik